# Japón en los Juegos Paralímpicos de Barcelona 1992
Japón estuvo representado en los Juegos Paralímpicos de Barcelona 1992 por un total de 76 deportistas, 54 hombres y 22 mujeres.

## Medallistas
El equipo paralímpico japonés obtuvo las siguientes medallas:
| Nombre                       | Deporte       | Evento                             |
| ---------------------------- | ------------- | ---------------------------------- |
| Oro                          |               |                                    |
| Haruo Takeuchi               | Atletismo     | Jabalina B3 masculino              |
| Mineho Ozaki                 | Atletismo     | Salto de longitud B1 masculino     |
| Hiroshi Fujii Kenichi Suzuki | Tenis de mesa | Equipo 8 masculino                 |
| Tatsuya Minami Shuzo Saiki   | Tenis de mesa | Equipo 9 masculino                 |
| Koichi Minami                | Tiro con arco | Individual AR1 masculino           |
| Nobuhiro Kanki               | Yudo          | –60 kg masculino                   |
| Osamu Takagaki               | Yudo          | –95 kg masculino                   |
| Masakazu Saito               | Yudo          | +95 kg masculino                   |
| Plata                        |               |                                    |
| Maki Okada                   | Atletismo     | 400 m C7-8 femenino                |
| Junichi Kawai                | Natación      | 50 m libre B1 masculino            |
| Junichi Kawai                | Natación      | 100 m libre B1 masculino           |
| Kenichi Suzuki               | Tenis de mesa | Individual 8 masculino             |
| Kenichi Nishii               | Tiro con arco | Individual clase abierta masculino |
| Shinichi Ishizue             | Yudo          | –65 kg masculino                   |
| Yasuhiro Uwano               | Yudo          | –86 kg masculino                   |
| Bronce                       |               |                                    |
| Maki Okada                   | Atletismo     | 100 m C7-8 femenino                |
| Maki Okada                   | Atletismo     | 200 m C7-8 femenino                |
| Mineho Ozaki                 | Atletismo     | Jabalina B1 masculino              |
| Akihito Motohashi            | Atletismo     | Salto de altura B2 masculino       |
| Koichi Takada                | Atletismo     | Salto de longitud B2 masculino     |
| Michiko Katagiri             | Natación      | 100 m braza SB3 femenino           |
| Junichi Kawai                | Natación      | 100 m espalda B1 masculino         |
| Junichi Kawai                | Natación      | 200 m espalda B1 masculino         |
| Junichi Kawai                | Natación      | 200 m estilos B1 masculino         |
| Michiyo Nuruki               | Tenis de mesa | Individual 9 femenino              |
| Michiyo Nuruki               | Tenis de mesa | Clase abierta 6-10 femenino        |
| Hiroshi Fujii                | Tenis de mesa | Individual 8 masculino             |
| Hifumi Suzuki                | Tiro con arco | Individual AR2 femenino            |
| Eiji Miyauchi                | Yudo          | –71 kg masculino                   |
| Takio Ushikubo               | Yudo          | –78 kg masculino                   |